# Хејфилд (Вирџинија)
Хејфилд (енгл. Hayfield) насељено је место без административног статуса у америчкој савезној држави Вирџинија.

## Демографија
По попису из 2010. године број становника је 3.909.
| Група             | 2000.    | 2010.         |
| Белци             | 0 (0,0%) | 2.828 (72,3%) |
| Афроамериканци    | 0 (0,0%) | 424 (10,8%)   |
| Азијати           | 0 (0,0%) | 248 (6,3%)    |
| Хиспаноамериканци | 0 (0,0%) | 293 (7,5%)    |
| Укупно            | 0        | 3.909         |